# Peștera (gmina Sălașu de Sus)
Peștera – wieś w Rumunii, w okręgu Hunedoara, w gminie Sălașu de Sus. W 2011 roku liczyła 56 mieszkańców.